# Горчук Павло Петрович
Горчу́к Павло́ Петро́вич — підполковник Збройних сил України.
Станом на березень 2019 року — начальник відділення медичного забезпечення (аеромедичної евакуації) клініки анестезіології, реанімації, інтенсивної терапії та детоксикації; Військово-медичний клінічний центр Центрального регіону.

## Нагороди
21 серпня 2014 року — за особисту мужність і героїзм, виявлені у захисті державного суверенітету та територіальної цілісності України, вірність військовій присязі під час російсько-української війни, відзначений — нагороджений орденом Данила Галицького.